# Saharoza fosforilaza
Saharoza fosforilaza (EC 2.4.1.7, saharozna glukoziltransferaza, disaharidna glukoziltransferaza) je enzim sa sistematskim imenom saharoza:fosfat alfa-D-glukoziltransferaza. Ovaj enzim katalizuje sledeću hemijsku reakciju
saharoza + fosfat {\displaystyle \rightleftharpoons } -fruktoza + alfa-D-glukoza 1-fosfat
U direktnoj reakciji, arsenat može da zameni fosfat. U reverznoj reakciji, razne ketoze i L-arabinoza mogu da zamene D-fruktozu.

## Spoljašnje veze
- Sucrose+phosphorylase на 